# Majlinda Kelmendi
Majlinda Kelmendi (Peć, 9. svibnja 1991.) kosovska je džudašica, natječe se u kategoriji do 52 kg bivša je svjetska i aktualna europska prvakinja u toj kategoriji. Godine 2013. bila je prva na međunarodnoj ljestvici Međunarodne judo federacije u kategoriji -52 kg, a 2014. Majlinda je proglašena najboljom judašicom u svijetu u svim kategorijama.
Majlinda je osvojila zlatnu medalju na Olimpijskim igrama 2016.
Majlinda je osvojila zlatnu medalju na Svjetskom juniorskom prvenstvu u Parizu 2009. godine, godinu dana kasnije bila je 5. u Maroku.  Na Svjetskom judo prvenstvu 2010. u Tokiju bila je deveta. Kako se kosovski sportaši nisu smjeli natjecati pod zastavom Kosova 2012. godine tako je Majlinda nastupala za Albaniju na Olimpijskim igrama u Londonu 2012. godine. Na Svjetskom prvenstvu 2013. godine u Rio de Janeiru osvojila je zlatnu medalju u kategoriji do 52 kg pobijedivši u finalu domaću predstavnicu Eriku Mirandu. Na Europskom prvenstvu u Montpellieru 2014. osvojila je zlantu medalju. Ima jednu zlatnu medalju s IJF World Mastersa, a ima i zapažene rezultane na Grand Slam turnirima gdje je osvojila četiri zlatne te po jednu srebrenu i brončanu medalju. Na Grand Prix turnirima osvojila je sedam zlatnih te po jednu srebrenu i brončanu medalju.
Na Europskom prvenstvu održanom u Kazanju 2016. godine osvojila je zlatnu medalju, te po drugi puta postala europska prvakinja
Predsjednica Kosova Atifete Jahjaga odlikovala ju je 24. prosinca 2014. "Predsjedničkom medaljom za zasluge".